# Ivan "Johnta" Shevtsov
Ivan «Johnta» Shevtsov (укр. Іван Шевцов; нар. 7 червня 1987, Дніпро) — український кіберспортивний тренер в дисципліні Valorant, виступає за організацію FENNEL. Колишній український професійний тренер з Counter-Strike: Global Offensive і колишній гравець Counter-Strike. Раніше був відомий своїми виступами в ролі внутрішньоігрового лідера в таких командах, як HellRaisers, DTS Gaming і KerchNET. Засновник Ukrainian VALORANT Community (UVC). Тренер збірної України з кіберспорту.
Багаторазовий чемпіон України та чемпіон екс-СНД з Counter-Strike 1.6 як гравець. Багатароразовий учасни Major серії турнірів з Counter-Strike: Global Offensive як тренер. Дворазовий чемпіон Японії з VALORANT як тренер.
Має досвід роботи аналітиком в студії висвітлення турнірів MLG Major Championship: Columbus 2016, StarLadder i-League Invitational #1 2016, CIS Minor Championship — Atlanta 2017, BLAST Pro Series: Moscow 2019, Champions Cup 2019.
Поза кіберспортивною кар'єрою займається волонтерською діяльністю в волонтерській групі «Сила Волі».

## Кар'єра

### Counter-Strike
Іван Шевцов почав свою професійну кар'єру у 2004 році. Перший великий турнір на якому команда Hellraisers з Іваном в ролі капітана з'явилась на професійному рівні був WCG UA 2004. Про початковий період кар'єри, який тривав в Counter-Strike з 2004 по 2008 рік, мало що відомо. З 2008 по 2010 рік був капітаном команд HellRaisers, DTS.Chatrix, KerchNET. Учасник та переможець багатьох турнірів в Україні та на рівні екс-СНД, також багатаразово брав участь в міжнародних турнірах серій DreamHack, Kode5, WCG, GameGune.

### Counter-Strike: Global Offensive
Перша згадка Johnta припадає на 2015 рік, згодом він приєднується до FlipSid3 на роль тренера і починає свій шлях в Counter-Strike: Global Offensive. Перші інтерв'ю і часте згадування в статтях починаються з 2016 року, з інтерв'ю від HellRaisers. У 2017 році Іван разом з HellRaisers зайняли 5-6 місце на ESL Pro League Season 6 — Finals. А у 2018 зайняли 5-8 місце на найбільшому турнірі року: FACEIT Major: London 2018. Через 3 місяці Johnta покидає HellRaisers.
В 2019 році довго в командах не затримувався. Після HellRaisers не довго працював в китайському клубі TYLOO, з якими відвідав два крупних турніри — IEM Katowice 2019 Major Challengers Stage та StarSeries i-League Season 7. Після чого також недовго працював в Winstrike.
З січня 2020 року був запрошений очолити проєкт від хорватського клубу CR4ZY, де зібравши склад молодих українських гравців була ціль вивести їх на новий рівень, але глобальна пандемія наламали плани клубу і проєкт не розвивався, як було заплановано. Наприкінці літа 2020 року проєкт закрився.
Більше інформації про професійну діяльність в Counter-Strike: Global Offensive можна знайти у вкладці «as coach» за посиланням:
https://liquipedia.net/counterstrike/Johnta

### Valorant
В вересні 2020 року Шевцов приєднується до FunPlus Phoenix; з якими добивається значних результатів, таких як 3-4 місце на VCT 2021: Europe Stage 1 Masters. Після роботи в декількох організаціях, доєднується до FENNEL. Працюючи з ними вони піднялися до топ-3 Японії, перемогли на VALORANT Challengers 2023: Japan Split 1, кваліфікувалися на крупний турнір Red Bull Home Ground #4, де посіли тільки 7-8 місце, та перемогли на VALORANT Challengers 2024: Japan Split 1. Johnta дотепер працює на позиції head coach в японському клубі FENNEL.

## Нагороди

### Нагороди в Counter-Strike
| Рік  | Місце | Турнір                                       | Місце проведення | Призовий  | Дата              |
| ---- | ----- | -------------------------------------------- | ---------------- | --------- | ----------------- |
| 2010 | 2     | ASUS Open Autumn 2010                        | Україна, Київ    | $2,388.67 | 27 — 28 листопада |
| 2009 | 2     | ASUS Open Autumn 2009                        | Росія, Москва    | $2,567.74 | 30 — ?? листопада |
| 2009 | 2     | Arbalet Ukraine 2009                         | Україна, Київ    | $3,000    | 17 — 19 жовтня    |
| 2009 | 1     | World Cyber Games 2009 — Ukrainian Qualifier | Україна, Київ    | -         | 27 вересня        |
| 2009 | 2     | Arbalet Cup #3                               | Росія, Москва    | $3,000    | 18 — ?? липня     |
| 2009 | 1     | CsKerchNET Masters E-Cup #9                  | Європа           | $500      | 21 — ?? червня    |
| 2009 | 1     | ASUS Open Spring 2009                        | Росія, Москва    | $4,162.51 | 23 — ?? травня    |
| 2008 | 4     | LCG Supercup 2008                            | Україна, Київ    | $1,000    | 20 — 21 вересня   |
| 2008 | 3     | ASUS Open Spring 2008                        | Росія, Москва    | $2,546.04 | 24 — 25 травня    |
| 2008 | 1     | DTS-Cup 2008                                 | Україна, Дніпро  | $3,000    | 5 — 6 квітня      |
| 2007 | 1     | UACAP Season 2 Finals                        | Україна, Дніпро  | $1,274.32 | 29 — ?? грудня    |

### Нагороди в Counter-Strike: Global Offensive
| Рік  | Місце | Турнір                                    | Місце проведення        | Призовий   | Дата              |
| ---- | ----- | ----------------------------------------- | ----------------------- | ---------- | ----------------- |
| 2018 | 5-8   | FACEIT Major: London 2018                 | Велика Британія, Лондон | $35,000    | 5 — 23 вересня    |
| 2018 | 1     | CIS Minor Championship — London 2018      | Велика Британія, Лондон | $30,000    | 10 — 13 липня     |
| 2018 | 2     | DreamHack Open Tours 2018                 | Франція, Тур            | $20,000    | 19 — 21 травня    |
| 2018 | 1     | Bets.net Masters: Season 1                | Україна, Київ           | $50,000    | 5 — 8 квітня      |
| 2018 | 3-4   | V4 Future Sports Festival — Budapest 2018 | Угорщина, Будапешт      | $61,790.35 | 23 — 25 березня   |
| 2017 | 5-6   | ESL Pro League Season 6 — Finals          | Данія, Оденсе           | $45,000    | 5 — 10 грудня     |
| 2017 | 1     | FCDB Cup 2017                             | Білорусь, Мінск         | $20,000    | 24 — 26 листопада |
| 2017 | 2     | DreamHack Open Tours 2017                 | Франція, Тур            | $20,000    | 6 — 8 травня      |
| 2017 | 3-4   | StarLadder i-League StarSeries Season 3   | Україна, Київ           | $25,000    | 4 — 9 квітня      |
| 2016 | 2     | Europe Minor Championship — Atlanta 2017  | Румунія, Бухарест       | $15,000    | 4 — 6 листопада   |

### Нагороди в Valorant
| Рік  | Місце | Турнір                                       | Місце проведення | Призовий   | Дата                  |
| ---- | ----- | -------------------------------------------- | ---------------- | ---------- | --------------------- |
| 2024 | 1     | VALORANT Challengers 2024 Japan: Split 1     | Японія, Нагоя    | $13,214.84 | 2 лютого — 31 березня |
| 2023 | 7-8   | Red Bull Home Ground #4                      | Японія, Токіо    | -          | 3 — 5 листопада       |
| 2023 | 1     | Red Bull Home Ground #4 — Japanese Qualifier | Японія, онлайн   | -          | 13 — 24 вересня       |
| 2023 | 3     | VALORANT Challengers 2023: Japan Split 2     | Японія, Осака    | $5,384.13  | 13 квітня — 4 червня  |
| 2023 | 1     | VALORANT Challengers 2023: Japan Split 1     | Японія, Осака    | $15,118.29 | 28 січня — 19 березня |
| 2021 | 3-4   | VALORANT Circuito de Elite — Final           | Європа           | $1,129.15  | 15 — 28 листопада     |
| 2021 | 1     | Razer Invitational Europe                    | Європа           | $3,702.01  | 4 — 7 листопада       |
| 2021 | 5-6   | VCT 2021: EMEA Stage 2 Challengers Finals    | Європа           | $7,216.20  | 23 квітня — 2 травня  |
| 2021 | 1     | VCT 2021: Europe Stage 2 Challengers 1       | Європа           | $17,851.19 | 6 — 9 квітня          |
| 2021 | 3-4   | VCT 2021: Europe Stage 1 Masters             | Європа           | $15,000    | 12 — 21 березня       |
| 2021 | 1-4   | VCT 2021: Europe Stage 1 Challengers 2       | Європа           | $10,608.80 | 20 — 21 лютого        |
| 2021 | 1-4   | VCT 2021: Europe Stage 1 Challengers 1       | Європа           | $5,269.16  | 6 — 7 лютого          |
| 2020 | 3-4   | First Strike Europe                          | Європа           | $10,000    | 3 — 6 грудня          |